# Nacido en Siria
Nacido en Siria este un film documentar regizat de Hernán Zin și produs de Contramedia Films, La Claqueta PC și Final Cut for Real. Documentarul spune povestea a șapte copii refugiați care au părăsit Siria în căutarea unei alternative la războiul din Europa. Având premiera pe 6 noiembrie 2016, acest documentar este a doua producție narativă de război regizată de acest jurnalist argentinian, după Nacido en Gaza.

## Rezumat
Douăsprezece milioane de sirieni au părăsit  patria lor de la începutul războiului  de teama violenței. Majoritatea acestor refugiați sunt copii care își însoțesc rudele. Naciod en Siria vorbește despre greutățile pe care le-au îndurat unii copii, precum Marwan, victime ale calvarurilor legate de droguri, naufragii și sărăcie. Cu toate acestea, sosirea în destinații europene nu pune capăt acestor probleme, deoarece integrarea socială într-un teritoriu necunoscut duce adesea la conflicte rasiale, în special în perioada celui mai mare exod de refugiați de la al Doilea Război Mondial încoace.
Filmul relatează călătoriile dificile pe care le-au îndurat familiile siriene în timp ce fugeau în orașe precum Berlin, Atena și Belgrad, trecând prin așezări precum Oxi, unde nu era loc pentru ele. Rolul pe care îl joacă țările europene în acest conflict se reflectă în amintirile copiilor: în timp ce în Austria li se dădeau jucării și mâncare, în Ungaria abia aveau acces la igienă de bază.
Contrastul dintre fericirea deplină a unui copil și numeroasele consecințe fizice cauzate de un război, prin scenele surprinse în timpul documentarului, reflectă situația actuală a cetățenilor sirieni. Mesajul transmis pune accentul pe călătoriile de fugă dintr-o țară care se confruntă cu conflicte armate, arătând că oamenii sunt adevăratele victime.

## Protagoniști principali
- Marwan: a călătorit cu surorile și părinții săi într-o barcă mică până la insula Lesbos, de frică să nu găsească capete decapitate, ne povestește despre călătoria sa de când părinții săi au decis să fugă prin Turcia.
- Arasulí : Familia sa a trebuit să plătească între 4.800 și 5.800 de euro mafioților pentru a ajunge într-o tabără de refugiați la care nu aveau acces.
- Gaseem: A petrecut săptămâni întregi dormind în gările din Budapesta și a fost forțat să-și părăsească părinții, care au rămas la Damasc pentru a avea grijă de bunici.
- Jihan: A fugit cu tatăl său la Berlin, separându-se de restul familiei, deoarece nu aveau suficiente resurse pentru a călători cu toții împreună.
- Kais: Se întorcea acasă de la serviciu și a fost bombardat de un avion. În timpul atacului, a suferit răni grave și și-a pierdut tatăl, care era cu el la momentul respectiv.
- Hamude: A călătorit cu unchiul său Mahmud după moartea părinților săi, fiind forțat să se despartă de fratele său, care a călătorit cu celălalt unchi al său, până când s-ar putea întâlni din nou în Germania.
- Mohammed: El se afla în tabăra rușinii din Idomeni, mama lui a trebuit să fugă înaintea restului familiei pentru a începe tratamentul pentru cancer.[2]

## Evaluări și recenzii
„Dacă există o critică de făcut, aceasta este strălucirea imaginilor. Aproape că pot părea frumoase. Zin nu se plimbă de colo colo împrăștiind mesaje și nu este nevoie. Trebuie să fii făcut din plută ca să nu fii afectat.”—Federico Mallín Berón (ABC)
„Un apel la conștiință oportun”—Jonathan Holland (Hollywood Reporter)
„Regizorul a atins un punct culminant esențial în acest documentar, folosește povești paralele, iar destine lor fac imposibilă luarea privirii de pe ecran.” Diego Da Costa (e-cartelera)”
„Autorul și-a moderat prețiozitatea și, într-un mod dezordonat, își modulează angajamentul de a continua drama prin pielea și vocea copiilor”— Carlos Marañón (Cinematografie)